# Lemonade Mouth (téléfilm)
Pour le roman original, voir Lemonade Mouth.
Pour plus de détails, voir Fiche technique et Distribution.
Lemonade Mouth est un téléfilm américain de la collection des Disney Channel Original Movie réalisé par Patricia Riggen, adapté du livre homonyme de Mark Peter Hughes et sorti le 15 avril 2011 aux États-Unis, le 3 mai 2011 en France et le 13 mai 2011 en Belgique.

## Synopsis
Le principal Brenigan mène son lycée d'une main de fer, distribuant des retenues à chaque faux-pas. Pour faire de la place au sport, qui donne du cachet à son établissement, il a relégué toutes les autres activités parascolaires au sous-sol du bâtiment. Cinq élèves se retrouvent par hasard en retenue en même temps, dans la salle où sont entreposés les instruments de musique.
Leurs points communs ne sont pas tout de suite évidents : Stella Yamada est nouvelle au lycée, et rejette toute autorité qui l'empêche de s'exprimer ; Olivia White est une jeune fille maladroite et timide qui vit chez sa grand-mère ; Mohini Banjoree, dite « Mo », est d'origine indienne et est la petite-amie d'un joueur de football populaire dans le lycée, Scott Pickett ; Wen Gifford est un adolescent qui supporte mal le divorce de ses parents et la nouvelle petite-amie de son père ; enfin, Charlie Delgado est le petit frère d'un joueur de football réputé, qui préfère la batterie au sport, contrairement à ce que tout le monde attend de lui.
De façon inattendue, une forte alchimie se crée entre eux au travers de la musique. Encouragés par leur professeur de musique, ils finissent par former un groupe appelé « Lemonade Mouth », ce qui signifie « la bouche pleine de limonade », et décident de participer au concours « Rising Stars ». Mais ils ne sont pas le seul groupe du lycée : les populaires Mudslide Crush, dont Scott fait partie, vont tout faire pour détruire cette nouvelle concurrence.

## Fiche technique
- Titre original : Lemonade Mouth
- Titre français :  Lemonade Mouth
- Réalisation : Patricia Riggen
- Scénario : April Blair, d'après Mark Peter Hughes (roman)
- Décors : Guy Barnes
- Costumes : Mona May
- Photographie : Checco Varese
- Montage : Girish Bhargava
- Musique : Christopher Lennertz
- Production : Matias Alvarez, Debra Martin Chase
- Société de production : Disney Channel
- Société de distribution : Disney Channel
- Langue : Anglais
- Pays de production : États-Unis
- Format : Couleurs - Dolby Digital
- Durée : 106 minutes
- Dates de première diffusion :
  - États-Unis : 15 avril 2011
  - France : 3 mai 2011

## Distribution
- Bridgit Mendler (VFB : Mélanie Dermont) : Olivia White
- Hayley Kiyoko (VFB : Claire Tefnin) : Stella Yamada
- Adam Hicks (VFB : Sébastien Hébrant) : Wendell « Wen » Gifford
- Naomi Scott (VFB : Prunelle Rulens) : Mohini « Mo » Banjoree
- Blake Michael (VFB : Alexandre Crépet) : Charles « Charlie » Delgado
- Nick Roux (VFB : Bruno Mullenaerts) : Scott Pickett
- Chris Brochu (VFB : Alessandro Bevilacqua) : Ray Beech
- Tisha Campbell-Martin (VFB : Nathalie Hons) : Mlle Jenny Reznick
- Christopher McDonald (VFB : Erwin Grünspan) : principal Stanley Brenigan

## Production
Lemonade Mouth a été tourné à Albuquerque, au Nouveau-Mexique. Le nom de plusieurs des personnages du livre ont été changés pour le film : Olivia Whitehead a été raccourci en Olivia White, Stella Pinn a été changé en Stella Yamada, Mohini Banerjee est devenu Mohini Banjoree et enfin, Charlie Hirsh a été changé en Charlie Delgado.
Une version longue inédite a été diffusée le 21 juin 2011 sur Disney Channel. La nouvelle scène prolonge la fin du film par une interview télévisée des Lemonade Mouth, qui se termine par une nouvelle chanson (Livin' on a High Wire).
Disney Channel a confirmé le 16 mai 2011 qu'aucune suite ne serait donné à Lemonade Mouth[réf. nécessaire].

## Chansons
- Turn Up the Music – Lemonade Mouth
- Somebody – Lemonade Mouth
- Determinate – Lemonade Mouth
- Here We Go – Lemonade Mouth
- She's So Gone – Lemonade Mouth
- More Than a Band – Lemonade Mouth
- Breakthrough – Lemonade Mouth
- Livin' on a High Wire (version longue) – Lemonade Mouth
- And the Crowd Goes – Mudslide Crush
- Don't Ya Wish You Were Us – Mudslide Crush